# Gabriel de Seyssel
Gabriel de Seyssel, né vers 1450 et mort en 1505, est un gentilhomme savoyard, de la maison de Seyssel, au service de la maison de Savoie. Il est le premier de son lignage à porter le titre de baron d'Aix et ceux de La Bâtie et de seigneur de Meillonas.

## Biographie

### Origines
Gabriel de Seyssel semble naître vers 1450,. Il est l'aîné sept enfants de Philibert de Seyssel, seigneur d'Aix, et de Bonne de La Chambre qui se sont mariés le 10 septembre 1435,.
Il est le frère aîné de l'évêque de Genève, Charles.
Il épouse le 11 octobre 1488 sa cousine Françoise de Seyssel-La Chambre (1473-1537), fille de Louis, vicomte de Maurienne, et de Jeanne de Chalon (elle-même fille de Louis II de Chalon-Arlay et d'Éléonore d'Armagnac), d'où un fils unique, François-Philibert (1502-1517), mort sans postérité.

### Vie et carrière
De 1473 à 1491, il est châtelain et receveur de Maurienne, notamment aux côtés de son neveu Claude de Seyssel, pour la première année.
Le 11 mai 1501, Gabriel de Seyssel dicte, au prieuré de Saint-Jeoire (Saint-Jeoire-Prieuré), un premier testament dans lequel il désigne pour légataire universel son premier enfant mâle à naître dont les tuteurs éventuels seront son épouse Françoise de La Chambre, son frère Charles de Seyssel, le protonotaire d'Aix, et son cousin Claude de Seyssel. À défaut d'héritier, ses biens reviendront notamment à Claude de Seyssel, fils de Claude de Seyssel, maréchal de Savoie.

### Testament et mort
Il signe, le 12 mai 1505, au château de Châtillon-en-Chautagne, un second testament qui annule le précédent, et institue son fils François-Philibert de Seyssel, son légataire universel. Il réserve dans ce testament les seigneuries de Villeneuve et de La Truchère à l'enfant dont sa femme est enceinte, « si c'est un garçon ». Si une fille venait à naître, sa tutrice devrait la doter de 4 000 Florins.
Il décède cette même année. Le 5 juin 1506, un arrêt du conseil du duc de Savoie confirme sa veuve, Françoise de la Chambre, sa qualité de tutrice de son fils.